# 魔王なあの娘と村人A
『魔王なあの娘と村人A』（まおうなあのことむらびとエー）は、ゆうきりんによる日本のライトノベル。イラストは赤人が担当した。電撃文庫（アスキー・メディアワークス→KADOKAWA）より2011年5月から2016年11月まで刊行された。
ファンタジーの登場人物を育成する高校を舞台に、「魔王」の個性を有する少女とクラスメートになった男子高校生・佐東二郎の日常を描いた物語。
メディアミックスとして、『電撃マオウ』2012年4月号より2015年9月号までコミカライズ版が連載された。作画はtsucacoが担当した。

## ストーリー
ここはファンタジーの登場人物を育成する学校。しかし《戦士》や《魔法使い》などの《個性》を持った人間はごく少数。大半は《村人》程度にしかなれない。主人公、佐東二郎もそんな《村人》の一人であったが、ある日《魔王》の個性を持った少女、竜ヶ峯桜子に目をつけられてしまう。小柄で大人しい美少女なのだが、不意に「人類滅ぼしたい」と呟いたりどこか物騒。そして幼なじみであり《勇者》でもあるこちらも美少女な光ヶ丘翼も《勇者》として、女の子として対抗意識を燃やす。
彼は《魔王》と《勇者》に振り回されつつも、クラス委員として他の様々な《個性者》と関わっていく。

## 登場人物
佐東二郎（さとう じろう）
本作の主人公。
桜子がクラス委員長となる後押しをした事で彼女からクラス副委員長に指名され、彼女の突拍子な行動に振り回されつつも親交を深めていく。
本人にそんなつもりは微塵も無いものの、桜子曰く他の《村人》とは違い言葉の中に的確なヒントが織り込まれているらしく、彼の言葉から様々な策謀を思いついていく。
竜ヶ峯桜子（りゅうがみね おうこ）
《魔王》の個性を有する少女。本作のメインヒロインその1。見た目は黒髪で小柄な美少女である。《個性者》としては珍しく個性を象徴する物を身に着けていないが、これは彼女の存在と思考自体が《魔王》という個性の支えとなっているため。
魔王だけあって人類の事が大嫌いであり、他人の不幸は蜜の味他人の幸せ毒の味を地で行く少女であるが、どこか温かいというか抜けている。
クラス委員長に立候補するも、魔王という事で担任やクラスメイトから暗に拒絶されそうであった所を二郎に助けられた事で、彼を認識していく。
委員長と副委員長としての活動や人類絶滅作戦の共謀（二郎にそのつもりはない）をしているうちに二郎に惹かれ、呼び名も「副委員長」から「村人A」へと変わった。本当は名前まで覚えているのだが、恥じらいから呼べないでいる。もっとも、本人が素直になれないのもあり二郎には好意とは気付かれていない様子。
常日頃から人類を絶滅させるための智謀を張り巡らせているのだが、その内容というのが「良心価格の学食を用意しメタボリックシンドロームを引き起こす」「生徒の掃除当番を肩代わりすることで間接的に掃除をサボらせ、怠慢癖を付けてゆくゆくはニートにさせる」など、どれもこれもが超長期的だったり先行き不透明だったりどこかズレた代物である。傍から見ればただの親切であるので、必然的に人々からは感謝され蕁麻疹を引き起こし逃げ去るのが日常となっている。
光ヶ丘翼（ひかりがおか つばさ）
《勇者》の個性を有する少女。作品のメインヒロインその2。「宝剣エンヴリオ」という模造刀を常に携帯している。ブロンドの髪に豊満なバストを持ち、それを惜しげもなく主張するため個性関係無しに注目を集めやすい。
二郎の幼馴染であり、幼少の頃はその《個性》を無差別に発揮し、他人の持ち物を漁る、家に無断で侵入するなどの行動を繰り返していたが、ある時期を境にその《個性》は二郎に対してのみ発揮されるようになり、それ以外の他人に対して発揮する《個性》は親切を行うか《魔王》の策謀を砕くのみに留まっている。
《勇者》の個性の特徴として一般人を手助けするため無視せず積極的に関わっていこうとするが、その対象でもなく自分の興味も無い人間に対しては他の《個性者》と同じく認識出来ない。
いいことをした相手の手の甲に、ウサギ模様の勇者スタンプを押している。以前のスタンプが消えないうちに10個集めれば「もっといいこと」があるらしいが、いつの間にか消えているため二郎を含め集められた人間は居ない。
《魔王》の策謀を妨害するのは《勇者》として当然の行為であるのだが、その方法が第三者から見れば迷惑であったりタイミングが悪かったりするため魔王関連の行動に関しては人々からまともに感謝されたことが無い。
幼い頃から二郎に対して好意を持っており、桜子よりは積極的にアプローチしているのだが当の二郎からは《個性者》が一般人に対して遠慮が無い事の延長線だと思われている。
塚耶舞莉
1巻より登場。《死霊使い》の個性を有する少女。
桜子と同じく小柄であり、銀色の短髪に制服のあちこちにぶら下げたデフォルメされた動物の死体のぬいぐるみが特徴。
基本は丁寧語だが「シ」と「デス」のみ片言のようなイントネーションが付く特徴的な喋り方をする。
《死霊使い》でありながら死体が怖くて触れない体質であり、その事を相談した桜子から二郎を紹介される。
矢刳馬心
2巻より登場。《ロボット》の個性を有する少女。誠という弟が居る。
ダンボールで作った一昔前のロボットのような格好をしており（中は全裸）、これまた一昔前のロボットのような抑揚の無い喋り方をする。が、たまに普通の口調が漏れる。
弟から昔聞かされたロボットのイメージ（鋼鉄の身体で空を飛ぶ）を自らの《個性》として信じ込み、自らを鍛えるために街中で「殴ッテクダサイ」と触れ回っていたり、空を飛ぼうとして高所から飛び降りたりして入退院を繰り返しているため入学式から学校には来ていない。
3巻では彼女を学校に来させるようにするため二郎と桜子が奮闘する事になる。
斎藤始
二郎のクラスメイトであり気心の知れた友人1。個性は《村人》。
《個性者》や《テイル・ユニバース》に関しての知識が豊富で、クラスの《個性者》も全員把握している。
その知識を生かし、大文化祭の出し物である劇の脚本を任される。
木村正平
友人その2。作中では始、二郎も含めた3人でつるむ事が多い。個性は《村人》。
かなりの大食漢であると同時に遊び人気質。中学の頃は桜子と同じクラスだった事もあり、その時も彼女はクラス委員長を務めていた。
須々木彪
4巻より登場。
始や正平と同じくクラスメイトである《村人》の少女で、《個性者》のコスプレを趣味としている「ユニレイヤー」である。
大文化祭の劇にて小道具、衣装を担当する事になり、それをきっかけに上記の3人組と関わっていくこととなる。
ジェーン・デッカー
二郎達のクラス担任。翼以上のバストの持ち主（二郎曰く翼がメロンとすると彼女はスイカレベル）であり、それを無自覚で見せつけるため二郎含む男子生徒の困りの種である。
自らの手に余る《個性者》に関するクラス内の問題の解決を頻繁に二郎に依頼している。
戸馬鳴丈
《騎士》の個性者。
銀色のフルアーマーにフルフェイスの兜、両手剣を装備している。
舘衣本月穂
《治癒師》の個性者。
ナースキャップと緑十字のワッペンを装備しており、救急箱を常備している。
魔法型ではなく医術的な実務型。
久魯瓜創
《魔術師》の個性者。
マントの下に様々な道具を仕込んでおり、一見するとローブにも見える格好をしている。
使用するのは紙に魔術陣を描き発動させる符呪魔術。

逢坂一葉
《狂戦士》の個性者。
制服は普通だが巨大な斧を背負っており、本人も狂戦士らしく豪快な性格。
スイッチが入らない限りは見境無しに暴れたりはしない。
翼に並ぶバストの持ち主。
土之目偲
《忍者》の個性者。
忍装束に身を包んでおり、手裏剣等も装備している。言葉数が少なく単語で喋る事が殆どであるが、メモなどの字体や文章は年頃の女子高生そのものである。
瑞平玄人
《侍》の個性者。
着物に二刀を装備しており、髪は髷にまとめている。「ござる」言葉を使う。
石杷実鬼灯
《メデューサ》の個性者。
目元が隠れるほど前髪を伸ばしており、ワイズという名前の本物の蛇をカチューシャとして装備している。
野芽・RD・絵理
《龍》の個性者。
鹿角のようなカチューシャを装備しており、喋るのも行動も非常にゆったりしている。

## 用語
《個性》
この世界のごく一部の人間は、通常の人間とは違った特別な名称の《個性》を持って生まれてくる。
それは《勇者》や《魔王》に始まり、《魔法使い》《メデューサ》など、主にファンタジーに登場するキャラクターの名称が用いられる。
《個性者》
上記の《個性》を持つ人間を指す。男女問わず容姿端麗である事が多い。
外見は普通の人間と変わらないが、自らの持つ《個性》に従ったアタッチメント（勇者なら剣、死霊使いなら動物の死体を模したぬいぐるみ等）を装備しており、これらは《個性者》にとって自分が自分であるための支えとなっている。また、彼らはその《個性》に従った行動を起こす欲求に駆られる（《勇者》なら人助けをする、等）。
個人差はあれど、成長するにつれ《個性者》以外の人間を認識出来なくなっていき、話しかけても気付かないどころかそこに存在している事さえ気付かなくなる。それにより他の一般人に対して突拍子もない苛烈な行動を取ることもあるが、行き過ぎた行動をした《個性者》は『黒服』と呼ばれる集団によって矯正施設へと連行され、そこで教育（内容は不明）を受ける事となる。
また、認識出来なくなった後はそれっきりという訳ではなく、自らの内に強く印象付けられた人間や、そうでない人間でも努力によって徐々に再度認識出来るようにはなるようだ。
これらの《個性者》は成人すると自動的に特別公務員として採用され、《テイル・ユニバース》と呼ばれる物語世界においてそれぞれの役柄を果たす仕事に就く。
仕事の内容や国に対してどのように利益を生むのかは不明だが、仕事に就いている《個性者》は総じて裕福である。
《テイル・ユニバース》
詳細は不明であるが、人々が暮らす世界とは別に存在すると言われる複合物語世界。
この世界では《個性者》達は、その《個性》の名に応じた能力を扱えるようになるという。

## 既刊一覧

### 小説
| タイトル | タイトル                                                           | 初版発行日（発売日）   | ISBN              |
| -------- | ------------------------------------------------------------------ | ---------------------- | ----------------- |
| 1        | 魔王なあの娘と村人A 〜幼なじみは勇者です〜                         | 2011年5月10日（同日）  | 978-4-04-870513-4 |
| 2        | 魔王なあの娘と村人A（2） 〜牛と勇者とパンプキン〜                  | 2011年11月10日（同日） | 978-4-04-870877-7 |
| 3        | 魔王なあの娘と村人A（3） 〜ロボ娘は今日も空を飛べない〜            | 2012年4月10日（同日）  | 978-4-04-886476-3 |
| 4        | 魔王なあの娘と村人A（4） 〜めっちゃメタなフェスティバル〜          | 2012年9月10日（同日）  | 978-4-04-886888-4 |
| 5        | 魔王なあの娘と村人A（5） 〜リンカンクエスト!ドリアン風味〜         | 2013年3月10日（同日）  | 978-4-04-891425-3 |
| 6        | 魔王なあの娘と村人A（6） 〜彼女の普通とあの娘の特別〜              | 2013年8月10日（同日）  | 978-4-04-891425-3 |
| 7        | 魔王なあの娘と村人A（7） 〜スラップスティックエブリディ〜          | 2014年1月10日（同日）  | 978-4-04-866274-1 |
| 8        | 魔王なあの娘と村人A（8） 〜アップダウンスパイラル〜                | 2014年8月10日（同日）  | 978-4-04-866813-2 |
| 9        | 魔王なあの娘と村人A（9） 〜村人たちの秘密のクエスト〜              | 2015年1月10日（同日）  | 978-4-04-869171-0 |
| 10       | 魔王なあの娘と村人A（10） 〜Go West！ 魔王さまさま!!〜             | 2015年10月10日（同日） | 978-4-04-865458-6 |
| 11       | 魔王なあの娘と村人A（11） 〜魔王さまと俺たちのグラデュエーション〜 | 2016年11月10日（同日） | 978-4-04-892481-8 |

### 漫画
|   | タイトル                 | 発売日         | ISBN              |
| - | ------------------------ | -------------- | ----------------- |
| 1 | 魔王なあの娘と村人A（1） | 2012年9月27日  | 978-4-04-886916-4 |
| 2 | 魔王なあの娘と村人A（2） | 2013年2月27日  | 978-4-04-891357-7 |
| 3 | 魔王なあの娘と村人A（3） | 2013年7月27日  | 978-4-04-891801-5 |
| 4 | 魔王なあの娘と村人A（4） | 2014年10月27日 | 978-4-04-866968-9 |
| 5 | 魔王なあの娘と村人A（5） | 2015年9月26日  | 978-4-04-865174-5 |